# Schönbrunnski sporazum
Schönbrunnski sporazum (francosko Traité de Schönbrunn, nemško Friede von Schönbrunn), znan tudi kot Dunajski sporazum,  je bil mirovni sporazum med Francijo in Avstrijo, podpisan v dvorcu Schönbrunn v okolici Dunaja 14. oktobra 1809. S sporazumom se je po porazu Avstrije v wagramski bitki 5. in 6. julija 1809 končala vojna pete koalicije, ki je bila del napoleonskih vojn. 

## Ozadje
Med polotoško vojno med Portugalsko, Španijo in Združenim kraljestvom na eni ter Francosko republiko na drugi strani, je Avstrija poskušala razveljaviti Bratislavski mirovni sporazum iz leta 1805 in organizirala narodne vstaje na ozemljih v Srednji Evropi, ki so jih zasedli Francozi. Znan je bil predvsem upor Tirolcev proti francoskim zaveznikom Bavarcem.  
Avstrijski poskusi so propadli, ko so francoske sile maja 1809 zasedle Dunaj. Avstrijci pod vodstvom nadvojvode Karla so v bitki pri Aspernu 21. in 22. maja uspeli odbiti Francoze, nekaj tednov kasneje pa so Francozi pri Wagramu razbil Karlovo vojsko. Nadvojvoda je moral 12. julija podpisati premirje. Oktobra je avstrijskega zunanjega ministra Johanna Philippa von Stadiona zamenjal Klemens von Metternich.

## Mirovni pogoji
Francija je postavila ostre mirovne pogoje. Avstrija je morala Bavarski prepustiti Salzburško vojvodino in izgubila dostop do Jadranskega morja, ker se je morala v francosko korist odreči Goriški in Gradiški, cesarskemu svobodnemu mestu Trstu, Kranjski, Istrski marki, delu Koroške, Vzhodni Tirolski in hrvaškim deželam jugozahodno od Save (glej Ilirske province). Zahodna Galicija je pripadla Varšavski vojvodini, okrožje Ternopil pa Ruskemu imperiju. 
Avstrija je priznala prejšnje Napoleonove osvojitve na ozemljih drugih evropskih držav, pa tudi vladavino Napoleonovega brata Josepha Bonaparteja kot španskega kralja. Avstrija je morala Franciji plačati tudi veliko odškodnino in zmanjšati svojo vojsko na 150.000 mož. Te obveze ni izpolnila. Trdnjava Schlossberg v Gradcu, katere garnizija se je trdno upirala francoskim okupacijskim silam, je bila v veliki meri porušena. 
Velika Britanija je ostala v vojni s Francijo in takole gledala na Schönbrunnski sporazum: 
Sporazum je zagotovo eden najbolj edinstvenih dokumentov v analih diplomacije. V njem vidimo krščanskega kralja, ki se imenuje oče svojega ljudstva, kako s 400.000 svojimi podaniki ravna kot s prašiči na sejmu. Vidimo velikega in močnega princa, ki je popustljiv, da se s svojim nasprotnikom spopade z grmovjem svojih gozdov. Vidimo dednega prosilca za cesarsko žezlo Nemčije, ki ne le popusti do preteklih novosti na lastnih dominionih, ampak privoli v vse prihodnje spremembe, ki jih kaprica ali tiranija njegovega sovražnika lahko narekuje glede na njegove zaveznike v Španiji in na Portugalskem ali na njegove sosede v Italiji. V celotnem instrumentu vidimo ponižanje šibkega in nesrečnega Frančiška, ki je raje izbral odstopanje njegovih najpravičnejših ozemelj, da bi svojim vazalom povrnil njihove svoboščine in jim dal tisto zanimanje za javno stvar, ki bi jo njihova hrabrost znala zaščititi. O, pogumni in zvesti, a bojimo se, izgubljeni Tirolci!
— The Gentleman's Magazine (1809) 
Čeprav precej oslabljena, je Avstrija ostala evropska velesila. Cesar Franc I. se je približal Francozom tako, da je svojo hčer Marijo Luizo leta 1810 poročil z Napoleonom, ki ga je sprva sovražila. Zaradi Metternichove spremembe avstrijske politike so se avstrijske sile leta 1812 pridružile Napoleonovemu pohodu na Rusijo leta 1812. 

## Vir
- Венские мирные договоры. Энциклопедический словарь Брокгауза и Ефрона: в 86 т. (82 т. и 4 доп.). СПб., 1890—1907.